# Neoalbionella fabricii
Espèce
Neoalbionella fabricii est une espèce de copépodes de la famille des Lernaeopodidae.